# Myszowór pędzloogonowy
Myszowór pędzloogonowy, myszowór, mysz workowata, tafa, tuan (Phascogale tapoatafa) – gatunek niewielkiego mięsożernego ssaka z podrodziny niełazów (Dasyurinae) w obrębie rodziny niełazowatych (Dasyuridae).

## Taksonomia
Gatunek po raz pierwszy zgodnie z zasadami nazewnictwa binominalnego opisał w 1793 roku zoolog Friedrich Albrecht Anton Meyer nadając mu nazwę Viverra tapoatafa. Miejsce typowe to Sydney, Nowa Południowa Walia, Australia. Holotyp jest zaginiony, ponieważ kilku autorów nie było w stanie zlokalizować okazu w zbiorach Museum of the Royal College of Surgeons czy Muzeum Historii Naturalnej w Londynie. Jednak oryginalna rycina z książki Johna White’a Journal of a Voyage to New South Wales with sixty-five plates of non descript animals, birds, lizards, serpents, curious cones of trees and other natural productions na której Meyer oparł swój opis, jest jednoznacznie diagnostyczna (pod warunkiem, że dane dotyczące miejsca typowego są również brane pod uwagę), dlatego oznaczenie neotypu jest nieuzasadnione.
Australijski teriolog Ken Aplin wraz ze współpracownikami w 2015 zaproponowali podział na trzy podgatunki: tapoatafa,  kimberleyensis i wambenger jednak autorzy Illustrated Checklist of the Mammals of the World i All the Mammals of the World nie uznają tej klasyfikacji i traktują P. tapoatafa za gatunek monotypowy.

### Etymologia
- Phascogale: gr. φασκολος phaskolos ‘skórzany worek, torba’; γαλεη galeē lub γαλη galē ‘łasica’[14].
- tapoatafa: rodzima nazwa Tapoa tafa dla myszowora pędzloogonowego opublikowana przez Johna White’a w 1790 roku[15].

## Nazewnictwo zwyczajowe
W polskiej literaturze zoologicznej gatunek Phascogale tapoatafa był oznaczany nazwą „myszowór”. W wydanej w 2015 roku przez Muzeum i Instytut Zoologii Polskiej Akademii Nauk publikacji „Polskie nazewnictwo ssaków świata” gatunkowi nadano nazwę „myszowór pędzloogonowy”, rezerwując nazwę „myszowór” dla rodzaju tych torbaczy.

## Zasięg występowania
Myszowór pędzloogonowy występuje w Australii, rozproszony nieregularnie w południowo-zachodniej i północno-zachodniej Australii Zachodniej, północno-wschodnim, wschodnim i południowo-wschodnim Queenslandzie, północno-wschodniej Nowej Południowej Walii i Wiktorii. Przypuszczalnie wymarły w Australii Południowej.

## Charakterystyka
Charakterystyczną cechą myszowora jest wiązka czarnych, jedwabistych włosów na końcu ogona przypominająca pędzelek. Długość ciała (bez ogona) samic 14,8–22,3 cm, samców 16–26,1 cm, długość ogona samic 16–22,6 cm, samców 17,5–23,4 cm; masa ciała samic 106–212 g, samców 175–311 g. Różnica w wadze jako przejaw  dymorfizmu płciowego objawia się w wieku ośmiu miesięcy (Nowak, 1999). Futro na grzbiecie jest ciemnoszare, na brzuchu zaś kremowe. Koniec ogona jest czarny i przypomina szczotkę do butelek. Zwierzęta te stroszą włosy na ogonie, aby odciągnąć uwagę drapieżników od ciała (Soderquista, 1994). Uszy są duże i niemal pozbawione włosów.
Myszowór ma ograniczony okres rozrodczy, a samce uczestniczą tylko w jednym sezonie lęgowym. Okres rozrodu przypada na miesiące czerwiec-sierpień. Rozmnażanie oraz laktacja są bardzo kosztowne dla ssaków. Dostępność odpowiednich materiałów i optymalnych składników odżywczych odgrywa kluczową rolę w płodności, przeżywalności potomstwa oraz tempie wzrostu. Wymagania energetyczne u ssaków łożyskowych zależą m.in. od wielkości miotu oraz masy ciała samicy. U torbaczy jednak wymagania pokarmowe w okresie laktacji są umiarkowane. Zbadano zapotrzebowanie energetyczne  dorosłej samicy myszowora, aby określić różnice pomiędzy samicami karmiącymi a samicami nie będącymi w okresie laktacji. Średnio samice, które były w okresie laktacji miały zapotrzebowanie na energię w granicach 1728 ± 195kJkg 0,75-D-1, dwukrotnie większe niż u  zwierząt nie karmiących. Badanie nie wykazało korelacji pomiędzy zapotrzebowaniem na energię  a okresem laktacji u samic myszowora. Wykazano zaś, że w okresie później laktacji zapotrzebowanie na żywność wzrosło co najmniej dwukrotnie. Uważa się więc, że wielkość miotu nie ma wpływu na zapotrzebowanie pokarmowe samicy karmiącej oraz że mniejsze mioty rosną szybciej niż mioty większe.
Myszowór jest drapieżnikiem nocnym, żerującym na drzewach. Żywi się małymi ssakami, ptakami, jaszczurkami, owadami i w szczególności pająkami. Pije także nektar z kwiatów drzew.
Wszystkie samce umierają przed osiągnięciem jednego roku, zazwyczaj z powodu chorób wywołanych stresem spowodowanym ich zwyczajami godowymi.  Samice zakładają gniazda w dziuplach drzew, gdzie opiekują się przez około 5 miesięcy miotem 7 lub 8 młodych.

## Status zagrożenia
W Czerwonej księdze gatunków zagrożonych Międzynarodowej Unii Ochrony Przyrody i Jej Zasobów został zaliczony do kategorii NT (ang. near threatened „bliski zagrożenia”).